# Dendrologi
 Ikke at forveksle med dendrokronologi.
Dendrologi (fra græsk dendron = "træ" + logos "lærebygning") er læren om træer og træagtige planter. Dendrologien beskæftiger sig med registrering, klassificering og systematisering af træagtige planter. 
Det hører også til dendrologien at formide viden om disse planter. Derfor er der gerne ansat dendrologisk kyndige ved de botaniske haver. De specielle samlinger med levende, træagtige planter hedder arboreter.
Dendrologi forveksles undertiden med dendrokronologi, der er en arkæologisk tidsbestemmelsesmetode.

## Eksternt link
Netsted for Dansk Dendrologisk Forening Arkiveret 5. februar 2007 hos  Wayback Machine